# Psiloglonium pusillum
Psiloglonium pusillum är en svampart som först beskrevs av Zogg, och fick sitt nu gällande namn av E. Boehm & C.L. Schoch 2009. Psiloglonium pusillum ingår i släktet Psiloglonium och familjen Hysteriaceae.   Inga underarter finns listade i Catalogue of Life.